# Sphegigaster longicornis
Sphegigaster longicornis är en stekelart som beskrevs av Vittorio Luigi Delucchi 1962. Sphegigaster longicornis ingår i släktet Sphegigaster och familjen puppglanssteklar.
Artens utbredningsområde är Tanzania. Inga underarter finns listade i Catalogue of Life.